# Mavka i strażnicy lasu
Mavka i strażnicy lasu (ukr. Мавка. Лісова пісня, Mawka. Lisowa pisnia) – ukraiński film animowany z 2023 roku w reżyserii Ołeha Małamuża i Ołeksandry Ruban, inspirowany Pieśnią lasu Łesi Ukrainki i mitologią słowiańską.
Premiera filmu miała miejsce 1 marca 2023 (4 sierpnia 2023 w Polsce).
Obecnie film jest najbardziej dochodowym ukraińskim projektem filmowym i znajduje się w pierwszej dwudziestce najbardziej dochodowych filmów w historii dystrybucji filmowej na Ukrainie.

## Fabuła
Gdzieś w dalekich ostępach magicznego lasu kryje się źródło życia, którego strzeże urocza wróżka Mavka. Nigdy dotąd żaden człowiek nie zakłócił panującego tu odwiecznego porządku, a zamieszkujące okolicę zwierzęta i mityczne stworzenia nie wiedzą, co to strach. Pojawienie się tu utalentowanego muzykanta Łukasza będzie więc nie lada wydarzeniem. Tym bardziej, że wkrótce Mavka i Łukasz staną się nierozłączni, a rodzące się między nimi uczucie rozkwitnie jak czarodziejski kwiat. Niestety sielankę wkrótce zburzy próżna i chciwa księżniczka, która dowiedziawszy się o magicznej mocy źródła życia, postanowi wykraść je, by na zawsze zachować młodość. Jej słudzy wkroczą do lasu, gotowi niszczyć wszystko co stanie im na drodze do wypełnienia rozkazu. Czy Mavka i Łukasz znajdą w sobie siłę, by obronić las i jego mieszkańców? Czy miłość łącząca wróżkę i człowieka ma szansę przetrwać?

## Obsada
W oryginalnej ukraińskiej wersji główne role zostały zdubbingowane przez:
- Natałka Denysenko jako Mavka (głos)[8];
- Chrystyna Sołowij jako Mavka (wokal)[8];
- Artem Pywowarow jako Łukasz;
- Ołeh Mychajluta jako Lew, wuj Łukasza;
- Ołena Kraweć jako Kyłyna;
- Serhij Prytuła jako Frol, sługa Kyłyny;
- Natalija Sumśka jako Znachorka;
- Mychajło Choma jako Huk;
- Julija Sanina jako Rusałka Ondina;
- Nazar Zadniprowski jako Lesz;
- Ołeh Skrypka jako Ten, Który Siedzi w Skale;
- Andrij Mostrenko jako Erik i Derik;
- Nina Matwijenko jako narratorka.